# Зауэр, Бонифаций
Бонифаций Зауэр (нем. Bonifatius Sauer, кор. 신상원 보니파시오, 1877—1950) — немецкий католический монах (бенедиктинец), аббат-епископ аббатства Токвон в Корее.

## Биография
Родился 10 января 1877 года в Оберуфхаузене, Гессен. При крещении получил имя Йозеф (Иосиф). В детстве отличался заметными способностями и был отдан родителями в гимназию, но завершить образование не сумел из-за болезни отца (выпускной экзамен смог сдать только осенью 1900 года, будучи уже в монастыре). Принес обеты в баварском бенедиктинском монастыре св. Оттилии (англ.) (впоследствии аббатстве и архиаббатстве) 4 февраля 1900 года, приняв монашеское имя Бонифаций. Направлен изучать богословие в Диллингене-на-Дунае, где рукоположен в сан священника 26 июля 1903 года, до 1908 года руководил бенедиктинским домом для учащихся.
В этот период аббатство св. Оттилии стало центром новой бенедиктинской конгрегации, сочетавшей бенедиктинский образ жизни с миссионерской деятельностью. Отцы Бонифаций Зауэр и Доминик Энсхофф были направлены в Сеул с задачей обследовать местность для учреждения миссионерского монастыря. С прибытием ещё двоих священников и четырёх братьев, монастырь был открыт (6 декабря 1909 года), спустя неделю, 13 декабря, получил от Святого Престола статус конвентуального приората, а о. Бонифаций Зауэр стал его приором (настоятелем). При монастыре появились мастерские, а также школа для подготовки учителей. 13 мая 1913 года он был возведен в статус аббатства, которое также возглавил о. Зауэр, находившийся в этот момент в Германии на генеральном капитуле и получивший соответствующее благословение от епископа Аугсбурга Максимилиана фон Линга (нем.). Затем вернулся в Корею.
В ходе Первой мировой войны отношения между немецкими бенедиктинцами и французами, составлявшими значительную часть католического духовенства Сеула, стали напряженными, хотя это не повлияло на личную дружбу между аббатом Зауэром и епископом Гюставом Мютелем, возглавлявшим апостольский викариат Сеула.
Хотя сам о. Зауэр был против увлечения деятельным миссионерством в ущерб собственно бенедиктинскому общинному образу жизни, другие священники аббатства оказывали на него определенное давление с тем, чтобы расширить сферу пастырской работы. В итоге 5 августа 1920 года Конгрегация пропаганды веры передала в ведение бенедиктинцев только что созданный апостольский викариат в г. Вонсан в северной части Корейского полуострова, к которому затем был присоединен также юго-восток Маньчжурии. О. Зауэр был назначен ординарием этой территории (25 августа 1920 года) и 1 мая 1921 года был посвящён еп. Мютелем в сан епископа. Со временем братия полностью перебралась на север, где в Токвоне близ Восана в 1926—1931 годах был построен монастырь с большой церковью в неороманском стиле и семинарией. Примерно за 20 лет аббатом-епископом Зауэром было учреждено более двух десятков приходов, почти в каждом из которых имелась признаваемая правительством школа. 12 января 1940 года апостольский викариат Восан был переименован в апостольский викариат Канко (Хамхын), а аббатство св. Бенедикта в Токвоне выделено из его состава и получило статус территориального. Еп. Зауэр стал ординарием территориального аббатства, в апостольском викариате оставаясь апостольским администратором.
С самого начала о. Зауэр поддерживал хорошие отношения с японскими оккупационными властями (с 1905 года Корея являлась протекторатом Японии, а в 1910 году была ею аннексирована — см. Корея под управлением Японии). Он быстро овладел японским языком, тогда как корейский для него всегда представлял трудность.
Поражение Японии во Второй мировой войне и оккупация севера Кореи советскими войсками, передавшими затем власть корейским коммунистам во главе с Ким Ир Сеном, положили конец развитию католического апостолата в этом регионе. Ночью с 9 на 10 мая 1949 года руководители аббатства были арестованы; затем аресту подверглись также все европейцы, а также все корейцы-священники. Их вывезли в Пхеньян, где в октябре 1950 года после «суда» восемь священников и трое братьев были казнены, а остальные направлены в трудовой лагерь, где 19 человек умерло. Лишь в январе 1951 года выжившие иностранцы смогли вернуться на родину.
Аббат-епископ Бонифаций Зауэр, страдавший астмой, не дожил до «суда»: он находился в Пхеньяне, сначала около полугода в одиночном заключении, затем три месяца в одной камере с братом Грегором Гигерихом (нем. Gregor Giegerich, 1913—1950), ставшим свидетелем его смерти 7 февраля 1950 года. Место его захоронения неизвестно.
Территориальное аббатство Токвон официально продолжает своё существование и управляется апостольскими администраторами, пребывающими в аббатстве в Вэгване (Южная Корея).

## Участие в епископских посвящениях
24 марта 1944 года еп. Бонифаций Зауэр посвятил в епископы корейского прелата Франциска Хон Йонхо (кор. 홍용호 프란치스코, 洪龍浩 프란치스코), назначенного апостольским викарием Пхеньяна. В 1949 году еп. Ф. Хон Йонхо был арестован коммунистами и впоследствии исчез; поскольку известий о его смерти не поступало, Католическая Церковь до сих пор официально считает его живым и с 13 мая 2012 года старейшим своим епископом (если он действительно жив, в 2006 году ему исполнилось 100 лет).

## Церковное прославление
В мае 2007 года апостольским администратором аббатства в Токвоне Симоном Петром Ли Хёну (кор. 이형우 시몬베드로) был инициирован процесс беатификации группы мучеников «Аббат-епископ Бонифаций Зауэр, отец Бенедикт Ким и сподвижники».